# Миши Батшуаји
Миши Батшуаји (фр. Michy Batshuayi; 2. октобар 1993) je белгијски фудбалер који тренутно наступа за Бешикташ на позајмици из Челзија
Каријеру је започео у белгијском клубу Стандард Лијеж 2011. године. Његов 21 гол у сезони 2013-14. учинио га је другим најбољим стрелцем те сезоне. На крају сезоне одлази у Олимпик Марсељ за £ 4.500.000, где је играо финале Купа Француске 2016. године. Године 2016. потписао је за Челси.
Године 2015. дебитовао је за белгијску репрезентацију, а касније је играо на Европском првенству 2016. године, где је постигао гол у победи Белгије над Мађарском 4:0 у осмини финала.
На Светском првенству 2018. године, постигао је гол у другом колу против Туниса, Белгија је победила на тој утакмици са 5:2.

## Признања и успеси

### Челси
- Премијер лига (1) : 2016/17.[2]
- ФА Куп (1) : 2016/17.[3]

## Статистика каријере

### Репрезентативна
Статистика до 30. марта 2021.
| Белгија | Белгија | Белгија |
| Год.    | Наступи | Голови  |
| ------- | ------- | ------- |
| 2015    | 2       | 2       |
| 2016    | 7       | 1       |
| 2017    | 4       | 2       |
| 2018    | 10      | 7       |
| 2019    | 6       | 4       |
| 2020    | 3       | 5       |
| 2021    | 1       | 1       |
| Укупно  | 33      | 22      |